# بردگوری نازی ۱۲
بردگوری نازی ۱۲ مربوط به دوره اشکانیان - دوره ساسانیان است و در شهرستان کوهرنگ، بخش بازفت، دهستان بازفت، شمال شرق روستای نازی واقع شده و این اثر در تاریخ ۱۲ شهریور ۱۳۸۶ با شمارهٔ ثبت ۱۹۵۲۲ به‌عنوان یکی از آثار ملی ایران به ثبت رسیده است.